# Aliivibrio fischeri
Aliivibrio fischeri — вид морських грамнегативних паличкоподібних бактерій родини Vibrionaceae. Має біолюмінесцентні властивості і зустрічається в симбіозі з різними морськими тваринами.

## Екологія
Як планктон I. fischeri зустрічається у дуже низькій кількості майже у всіх океанах світу, переважно у помірних і субтропічних водах. У більших концентраціях трапляється при симбіозі з рибами з родини Monocentridae та кальмарами з родини Sepiolidae. Бактерія живе в їхніх спеціалізованих світних органах — фотофорах. Частіше трапляється як частина нормальної кишкової мікробіоти багатьох морських тварин.